# Андрингитра
Андрингитра — гранитный горный массив в Национальным парке Андрингитра на Мадагаскаре. Пик Буби, самая высшая точка, имеет высоту 2666 м (2658 м).

## Геология
Массив расположен в относительно геологохимично-стабильной области, на земле твердого тела докембрийского тела, что является доказательством факта, что эти горы были сформированы относительно неожиданным вулканическим случаем. Горы имеют много острых скал и подъемов и, так же, нескольких вулканических образований.